# La pura verdad
La pura verdad (en anglès: The Pure Truth) és una pel·lícula estatunidenca de comèdia estrenada en 1931, dirigida per Florián Rey i Manuel Romero i protagonitzada en els papers principals per José Isbert, Enriqueta Serrano i Manuel Russell.
El film va ser rodat en els estudis Joinville a París per Paramount Pictures, com la versió en castellà de la pel·lícula de l'estudi de 1929 Nothing But the Truth dirigida per Victor Schertzinger. Aquestes versions en diversos idiomes eren comuns en els primers anys del so abans que el doblatge es generalitzés.

## Sinopsi
Un financer desaprensiu li roba a Emília un valuós taló bancari.

## Repartiment
- José Isbert com Sr. Lamberti
- María Brú com Sra. Lamberti
- Enriqueta Serrano com Emilia Lamberti
- Manuel Russell com Roberto
- Amalia de Isaura com Presidenta
- Manuel Vico com Apolodoro
- Pedro Valdivieso com Reverendo Doran
- Antoñita Colomé com Esther
- Leda Ginelly com Marta
- Joaquín Carrasco com Doctor